# Liste des maires de Saint-Pastous
Cet article détaille la liste des maires de Saint-Pastous. Saint-Pastous est une commune française située dans l'ouest du département des Hautes-Pyrénées, en région Occitanie.

## Liste des maires
La liste des maires successifs est établie à partir des registres de l'état civil pour la période 1805-1919, par la liste publiée par l'association FranceGenWeb pour la période 1919-1995, et ensuite par les publications sur le web :
| Période                                  | Période                                                | Identité                                                                  | Étiquette | Qualité                                                                  |
| ---------------------------------------- | ------------------------------------------------------ | ------------------------------------------------------------------------- | --------- | ------------------------------------------------------------------------ |
| Les données manquantes sont à compléter. |                                                        |                                                                           |           |                                                                          |
| 1805                                     | 1812                                                   | Dominique Faureditpere                                                    |           |                                                                          |
| 1813                                     | 3 juin 1826 (décès)                                    | Jean Baptiste Dufau                                                       |           | Cultivateur                                                              |
| juin 1826                                | fin 1832                                               | Étienne Latapie                                                           |           | Laboureur                                                                |
| 1833                                     | avril 1835                                             | Blaize Galan (presque toujours absent et remplacé par Jean Marie Lagrave) |           |                                                                          |
| avril 1835                               | février 1853                                           | Étienne Castres                                                           |           |                                                                          |
| février 1853                             | septembre 1865                                         | Jean Marie Boyrie                                                         |           | Cultivateur                                                              |
| septembre 1865                           | octobre 1870                                           | Cyprien Castres                                                           |           | Laboureur                                                                |
| octobre 1870                             | 13 juin 1874 (décès)                                   | Jean Marie Boyrie                                                         |           | Cultivateur                                                              |
| mai 1875                                 | décembre 1876                                          | Pierre Castres                                                            |           |                                                                          |
| décembre 1876                            | mai 1878                                               | André Prat                                                                |           | Cultivateur                                                              |
| mai 1878                                 | janvier 1881                                           | Louis Terrée                                                              |           | Laboureur                                                                |
| janvier 1881                             | décembre 1881 (démission)                              | Jean Marie Pellafigue                                                     |           |                                                                          |
| février 1881                             | 1887                                                   | Jean Marie Suberbie                                                       |           | Cultivateur                                                              |
| 1888                                     | juin 1896                                              | Joseph Sarniguet                                                          |           |                                                                          |
| juin 1896                                | juin 1897                                              | Julien Castres                                                            |           | Cultivateur                                                              |
| juin 1897                                | début 1900                                             | Pierre Plagnet                                                            |           |                                                                          |
| début 1900                               | mi-1904                                                | Eugène Prat                                                               |           | Cultivateur                                                              |
| mi-1904                                  | mi-1908                                                | Eugène Sarniguet                                                          |           |                                                                          |
| mi-1908                                  | fin 1912                                               | Donatien Castéron                                                         |           |                                                                          |
| fin-1912                                 | fin 1919                                               | Romain Duffour                                                            |           |                                                                          |
| fin 1919                                 | 1928                                                   | Antoine Bears                                                             |           |                                                                          |
| Les données manquantes sont à compléter. |                                                        |                                                                           |           |                                                                          |
| 1948                                     | 1953                                                   | Pierre Lannes                                                             |           |                                                                          |
| 1953                                     | 1986                                                   | Étienne Anthian                                                           |           |                                                                          |
| 1986                                     | 1995                                                   | René Cabanne                                                              |           |                                                                          |
| 1995                                     | 2014                                                   | François Cazau                                                            |           |                                                                          |
| 2014                                     | 2020                                                   | Gérard Cha                                                                |           | Cadre retraité de la fonction publique                                   |
| 28 juin 2020                             | mars 2022 (démission)                                  | Jacques Debien                                                            |           | Cadre retraité                                                           |
| mars 2022                                | 6 octobre 2022 à l'issue des élections de juillet 2022 | Benjamin Mazery                                                           |           | Agent de la fonction publique territoriale assurant la compétence Gemapi |
| 6 octobre 2022                           | En cours (au 6 juin 2023)                              | Gérard Cha                                                                |           | Cadre retraité de la fonction publique                                   |